# Pimelea tinctoria
Pimelea tinctoria är en tibastväxtart som beskrevs av Meissner. Pimelea tinctoria ingår i släktet Pimelea och familjen tibastväxter. Inga underarter finns listade i Catalogue of Life.